# Xenocys jessiae
Xenocys jessiae – gatunek ryby z rodziny luszczowatych, jedyny przedstawiciel rodzaju Xenocys Jordan & Bollman, 1890. 
Występowanie: gatunek endemiczny spotykany w rejonie raf koralowych Galapagos.

## Opis
Osiąga do 30 cm długości.